# Spilosoma defasciata
Spilosoma defasciata là một loài bướm đêm thuộc phân họ Arctiinae, họ Erebidae.